# Brzezie Dębicz
Brzezie Dębicz – nieczynny przystanek kolejowy położony w jednej z dzielnic Raciborza – Brzeziu. Leży pomiędzy Markowicami a stacją Brzezie nad Odrą w miejscu, w którym w latach 1909–45 mieściła się stacja kolei wąskotorowej Lukasine. Z budynku obsługiwany był później przejazd kolejowo-drogowy kategorii „A”. W listopadzie 2019 roku wyburzono budynek stacji.